# Christabel Pankhurst

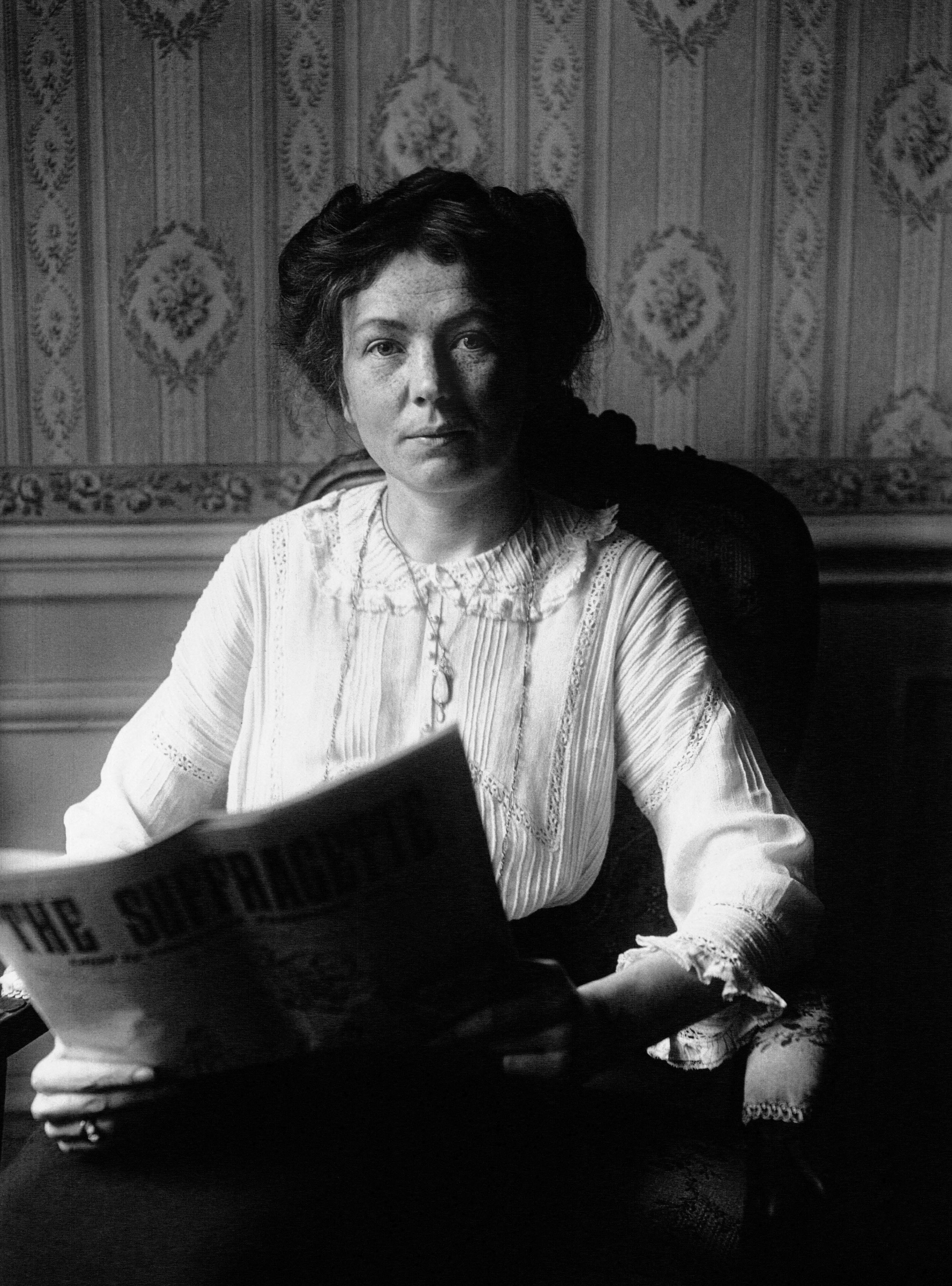
Christabel Pankhurst, 1912

Dame Christabel Harriette Pankhurst [ˈpæŋkhɜːst] DBE (* 22. September 1880 in Manchester; † 13. Februar 1958 in Los Angeles, USA) war eine britische Suffragette. Sie setzte sich, teilweise mit radikalen Mitteln, für die Frauenrechte ein.

## Leben
Als Tochter des Anwalts Richard Pankhurst und der Frauenrechtlerin Emmeline Pankhurst hatte sie vier Geschwister, darunter Sylvia Pankhurst (ebenfalls Aktivistin). Ihre Mutter war eine Führungsperson in der Women’s Social and Political Union (WSPU), Christabel wurde ihr bald zu einer helfenden Hand.
Nach einer ersten Verhaftung 1905, ausgelöst durch eine Verbalattacke, wurde Pankhurst zunehmend radikaler im Kampf für Frauenrechte. Pankhurst setzte sich mit Nachdruck für ein gesetzliches Frauenwahlrecht ein, so etwa im Vorfeld der Wahlen im Jahr 1909. Unter Zeitgenossen galt sie als umstritten und war vielfach auch Spott ausgesetzt. Um weiteren Verhaftungen zu entgehen, lebte sie in den Jahren 1912 und 1913 in Paris.
1936 wurde sie als Dame Commander des Order of the British Empire geadelt.
Zu Beginn des Zweiten Weltkriegs zog sie in die USA, wo sie 1958 starb.